# Goya 2016
Die 30. Verleihung des Goya fand am 6. Februar 2016 im Madrid Marriott Auditorium Hotel in Madrid statt. Der wichtigste spanische Filmpreis wurde in 28 Kategorien vergeben. Moderiert wurde die Veranstaltung wie schon im Vorjahr vom spanischen Schauspieler und Komiker Dani Rovira. Am häufigsten nominiert war das Filmdrama La novia, das in zwölf Kategorien nominiert war, gefolgt von Nobody Wants the Night mit neun Nominierungen. Die Tragikomödie Freunde fürs Leben von Cesc Gay gewann insgesamt fünf Preise, darunter in den Kategorien Bester Film und Beste Regie.

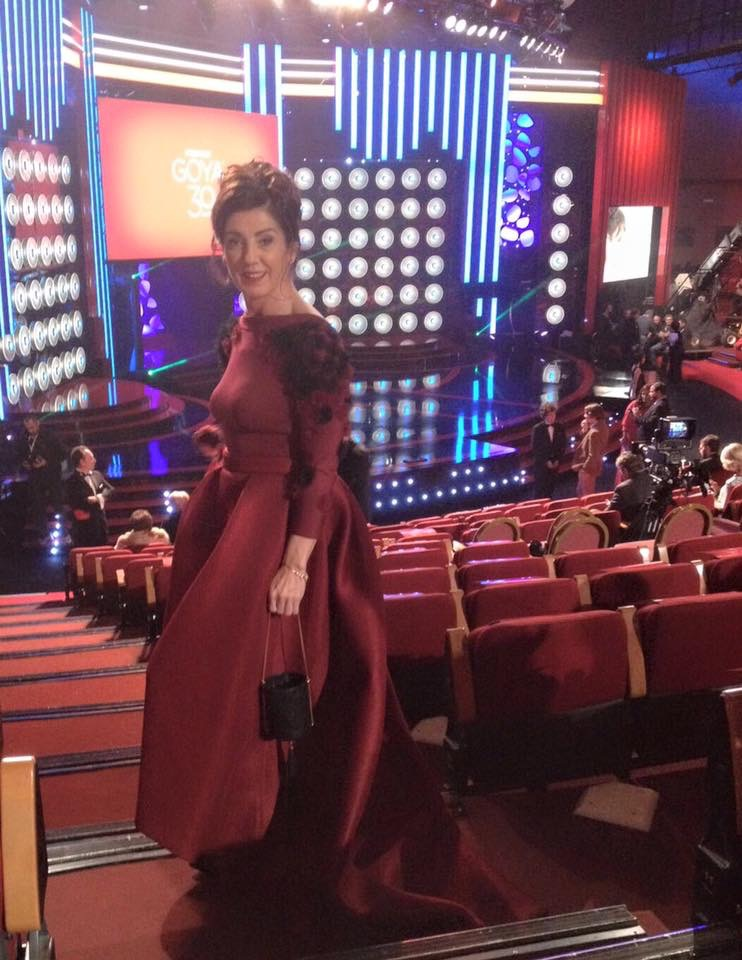
Die Bühne der Verleihung 2016 im Madrid Marriott Auditorium Hotel

## Gewinner und Nominierte
| Statistik (Filme mit mehr als einer Nominierung) N=Nominierung; A=Auszeichnung |    |   |
| Film                                                                           | N  | A |
| La novia                                                                       | 12 | 2 |
| Nobody Wants the Night                                                         | 9  | 4 |
| Anrufer unbekannt                                                              | 8  | 2 |
| A Perfect Day                                                                  | 8  | 1 |
| Freunde fürs Leben                                                             | 6  | 5 |
| A cambio de nada                                                               | 6  | 2 |
| Palmen im Schnee – Eine grenzenlose Liebe                                      | 5  | 2 |
| My Big Night                                                                   | 4  | 0 |
| Techo y comida                                                                 | 3  | 1 |
| B, la película                                                                 | 3  | 0 |
| Der König von Havanna                                                          | 3  | 0 |
| Ma Ma – Der Ursprung der Liebe                                                 | 3  | 0 |
| Requisitos para ser una persona normal                                         | 3  | 0 |
| Anacleto: Agente secreto                                                       | 2  | 1 |
| Felices 140                                                                    | 2  | 0 |

### Bester Film (Mejor película)
Freunde fürs Leben (Truman) – Regie: Cesc Gay
- A cambio de nada – Regie: Daniel Guzmán
- La novia – Regie: Paula Ortiz
- Nobody Wants the Night (Nadie quiere la noche) – Regie: Isabel Coixet
- A Perfect Day – Regie: Fernando León de Aranoa

### Beste Regie (Mejor dirección)
Cesc Gay – Freunde fürs Leben (Truman)
- Paula Ortiz – La novia
- Isabel Coixet – Nobody Wants the Night (Nadie quiere la noche)
- Fernando León de Aranoa – A Perfect Day

### Beste Nachwuchsregie (Mejor dirección novel)
Daniel Guzmán – A cambio de nada
- Dani de la Torre – Anrufer unbekannt (El desconocido)
- Leticia Dolera – Requisitos para ser una persona normal
- Juan Miguel del Castillo – Techo y comida

### Bester Hauptdarsteller (Mejor actor)
Ricardo Darín – Freunde fürs Leben (Truman)
- Pedro Casablanc – B, la película
- Luis Tosar –  Anrufer unbekannt (El Desconocido)
- Asier Etxeandia – La novia

### Beste Hauptdarstellerin (Mejor actriz)
Natalia de Molina – Techo y comida
- Inma Cuesta – La novia
- Penélope Cruz – Ma Ma – Der Ursprung der Liebe (Ma Ma)
- Juliette Binoche – Nobody Wants the Night (Nadie quiere la noche)

### Bester Nebendarsteller (Mejor actor de reparto)
Javier Cámara – Freunde fürs Leben (Truman)
- Felipe García Vélez – A cambio de nada
- Manolo Solo – B, la película
- Tim Robbins – A Perfect Day

### Beste Nebendarstellerin (Mejor actriz de reparto)
Luisa Gavasa – La novia
- Elvira Mínguez – Anrufer unbekannt (El Desconocido)
- Marian Álvarez – Felices 140
- Nora Navas – Felices 140

### Bester Nachwuchsdarsteller (Mejor actor revelación)
Miguel Herrán – A cambio de nada
- Fernando Colomo – Isla Bonita – Die schöne Insel (Isla bonita)
- Manuel Burque – Requisitos para ser una persona normal
- Álex García – La novia

### Beste Nachwuchsdarstellerin (Mejor actriz revelación)
Irene Escolar – Un otoño sin Berlín
- Antonia Guzmán – A cambio de nada
- Iraia Elias – Amama
- Yorkanda Ariosa – Der König von Havanna (El rey de La Habana)

### Bestes Originaldrehbuch (Mejor guion original)
Cesc Gay und Tomàs Aragay – Freunde fürs Leben (Truman)
- Daniel Guzmán – A cambio de nada
- Alberto Marini – Anrufer unbekannt (El desconocido)
- Borja Cobeaga – Negociador

### Bestes adaptiertes Drehbuch (Mejor guion adaptado)
Fernando León de Aranoa – A Perfect Day
- David Ilundain – B, la película
- Agustí Villaronga – Der König von Havanna (El rey de La Habana)
- Paula Ortiz und Javier García Arredondo – La novia

### Beste Produktionsleitung (Mejor dirección de producción)
Andrés Santana und Marta Miró – Nobody Wants the Night (Nadie quiere la noche)
- Carla Pérez de Albéniz – Anrufer unbekannt (El desconocido)
- Toni Novella – Palmen im Schnee – Eine grenzenlose Liebe (Palmeras en la nieve)
- Luis Fernández Lago – A Perfect Day

### Beste Kamera (Mejor fotografía)
Miguel Ángel Amoedo – La novia
- Josep María Civit – Der König von Havanna (El rey de La Habana)
- Jean Claude Larrieu – Nobody Wants the Night (Nadie quiere la noche)
- Alex Catalán – A Perfect Day

### Bester Schnitt (Mejor montaje)
Jorge Coira – Anrufer unbekannt (El desconocido)
- David Gallert – Requisitos para ser una persona normal
- Pablo Barbieri – Freunde fürs Leben (Truman)
- Nacho Ruiz Capillas – A Perfect Day

### Bestes Szenenbild (Mejor dirección artística)
Antón Laguna – Palmen im Schnee – Eine grenzenlose Liebe (Palmeras en la nieve)
- Jesús Bosqued Maté und Pilar Quintana – La novia
- Arturo García und José Luis Arrizabalaga – My Big Night (Mi gran noche)
- Alain Bainée – Nobody Wants the Night (Nadie quiere la noche)

### Beste Kostüme (Mejor diseño de vestuario)
Clara Bilbao – Nobody Wants the Night (Nadie quiere la noche)
- Paola Torres – My Big Night (Mi gran noche)
- Loles García Galeán – Palmen im Schnee – Eine grenzenlose Liebe (Palmeras en la nieve)
- Fernando García – A Perfect Day

### Beste Maske (Mejor maquillaje y peluquería)
Pablo Perona, Paco Rodríguez H. und Sylvie Imbert – Nobody Wants the Night (Nadie quiere la noche)
- Esther Guillem und Pilar Guillem – La novia
- Ana Lozano, Fito Dellibarda und Massimo Gattabrusi – Ma Ma – Der Ursprung der Liebe (Ma Ma)
- Alicia López, Karmele Soler, Manolo García und Pedro de Diego –  Palmen im Schnee – Eine grenzenlose Liebe (Palmeras en la nieve)

### Beste Spezialeffekte (Mejores efectos especiales)
Lluís Castells und Lluís Rivera – Anacleto: Agente secreto
- Isidro Jiménez und Pau Costa –  Anrufer unbekannt (El desconocido)
- Curro Muñoz und Juan R. Molina – My Big Night (Mi gran noche)
- Curro Muñoz und Reyes Abades – Tiempo sin aire

### Bester Ton (Mejor sonido)
David Machado, Jaime Fernández und Nacho Arenas – Anrufer unbekannt (El desconocido)
- Marc Orts, Oriol Tarragó und Sergio Bürmann – Anacleto: Agente secreto
- Clemens Grulich, César Molina und Nacho Arenas – La novia
- David Rodríguez, Nicolás de Poulpiquet und Sergio Bürmann – My Big Night (Mi gran noche)

### Beste Filmmusik (Mejor música original)
Lucas Vidal – Nobody Wants the Night (Nadie quiere la noche)
- Santi Vega – El teatro del más allá: Chavín de Huántar
- Shigeru Umebayashi – La novia
- Alberto Iglesias – Ma Ma – Der Ursprung der Liebe (Ma Ma)

### Bester Filmsong (Mejor canción original)
„Palmeras en la nieve“ von Lucas Vidal und Pablo Alborán – Palmen im Schnee – Eine grenzenlose Liebe (Palmeras en la nieve)
- „So Far and Yet So Close“ von Antonio Meliveo – El país del miedo
- „Como me mata el tiempo“ von Luis Ivars – Matar el tiempo
- „Techo y comida“ von Daniel Quiñones Perulero und Miguel Carabante Manzano – Techo y comida

### Bester Kurzfilm (Mejor cortometraje de ficción)
El corredor – Regie: José Luis Montesinos
- Cordelias – Regie: Gracia Querejeta
- El Trueno Rojo – Regie: Álvaro Ron
- Inside the Box – Regie: David Martín-Porras
- Os meninos do rio – Regie: Javier Macipe

### Bester animierter Kurzfilm (Mejor cortometraje de animación)
Alike – Regie: Daniel Martínez Lara und Rafael Cano Méndez
- Honorio: Dos minutos de sol – Regie: Paco Gisbert Picó und Paqui Ramírez Villaverde
- La noche del océano – Regie: María Lorenzo Hernández
- Víctimas de Guernica – Regie: Ferrán Caum

### Bester Dokumentarkurzfilm (Mejor cortometraje documental)
Hijos de la Tierra – Regie: Axel O’Mill Tubau und Patxi Uriz Domezáin
- Regreso a la Alcarria – Regie: Tomás Cimadevilla Acebo
- Ventanas – Regie: Pilar García Elegido
- Viento de atunes – Regie: Alfonso O’Donnell

### Bester Animationsfilm (Mejor película de animación)
Einmal Mond und zurück (Atrapa la bandera) – Regie: Enrique Gato
- Tom Däumling und der Zauberspiegel (Meñique y el espejo mágico) – Regie: Ernesto Padrón
- Holy Night – Regie: Juan Galiñanes
- Yoko y sus amigos – Regie: Iñigo Berasategui, Alexey Medvedev und Juanjo Elordi

### Bester Dokumentarfilm (Mejor película documental)
Sueños de sal – Regie: Alfredo Navarro
- Chicas nuevas 24 horas – Regie: Mabel Lozano
- I Am Your Father – Regie: Toni Bestard und Marcos Cabotá
- The Propaganda Game – Der nordkoreanische Traum (The Propaganda Game) – Regie: Álvaro Longoria

### Bester europäischer Film (Mejor película europea)
Mustang, Frankreich – Regie: Deniz Gamze Ergüven
- Auf dem Weg zur Schule (Sur le chemin de l’école), Frankreich – Regie: Pascal Plisson
- Leviathan (Левиафан), Russland – Regie: Andrei Swjaginzew
- Macbeth, Großbritannien – Regie: Justin Kurzel

### Bester ausländischer Film in spanischer Sprache (Mejor película extranjera de habla hispana)
El Clan, Argentinien – Regie: Pablo Trapero
- La Once, Chile – Regie: Maite Alberdi
- Magallanes, Peru – Regie: Salvador del Solar
- Vestido de novia, Kuba – Regie: Marilyn Solaya

## Ehrenpreis (Goya de honor)
- Mariano Ozores, spanischer Regisseur und Drehbuchautor